# Emanuel von Schimonsky
Emanuel von Schimonsky, také Kryštof Emanuel von Schimony-Schimonsky (23. července 1752, Brzeźnica – 27. prosince 1832, Vratislav) byl pruský katolický kněz. V letech 1823 a 1832 byl vratislavským biskupem.

## Životopis
Emanuel von Schimonsky se narodil v roce 1752 do rodiny ratibořského starosty Josefa von Schimonsky. Nejprve studoval ve Vratislavi gymnázium, později v Římě Collegium Germanicum. V roce 1771 se stal kanovníkem v Nyse. Roku 1775 byl v Římě vysvěcen na kněze a vrátil se zpět do Slezska. Dále působil jako pastor ve vesnici Łany blízko Kozlí a zároveň jako děkan a biskupský komisař. V roce 1793 se stal kanovníkem a generálním vikářem vratislavské diecéze. Roku 1797 získal místo pomocného biskupa ve Vratislavi. Po smrti ordináře v roce 1817 byl jmenován papežem Piem VII. správcem biskupství a roku 1823 usedl na vratislavský biskupský stolec. Zemřel 27. prosince 1832. Jeho ostatky jsou uloženy v katedrále svatého Jana Křtitele ve Vratislavi.